# Італійська Серія A 1954–1955
Сезон 1954-55 Серії A — футбольне змагання у найвищому дивізіоні чемпіонату Італії, 24-й турнір з моменту започаткування Серії A. Участь у змаганні брали 18 команд, 2 найгірші з яких за результатами сезону полишили елітний дивізіон.
Переможцем сезону став клуб «Мілан», для якого ця перемога у чемпіонаті стала 5-ю в історії.
| Чемпіон Італії 1954/55 |
| ---------------------- |
| «Мілан» 5-й титул      |

## Команди-учасниці
Участь у турнірі брали 18 команд:

## Підсумкова турнірна таблиця
|                         |     | Турнірна таблиця 1954—1955 | О  | І  | В  | Н  | П  | М+ | М- |
| ----------------------- | --- | -------------------------- | -- | -- | -- | -- | -- | -- | -- |
| Чемпіон Італії          | 1.  | «Мілан»                    | 48 | 34 | 19 | 10 | 5  | 81 | 35 |
| Вибув до Серії B        | 2.  | »Удінезе"                  | 44 | 34 | 16 | 12 | 6  | 58 | 42 |
| Вийшов до Кубка Мітропи | 3.  | «Рома»                     | 41 | 34 | 13 | 15 | 6  | 53 | 39 |
| Вийшов до Кубка Мітропи | 4.  | «Болонья»                  | 40 | 34 | 15 | 10 | 9  | 56 | 47 |
|                         | 5.  | «Фіорентина»               | 39 | 34 | 14 | 11 | 9  | 49 | 48 |
|                         | 6.  | «Наполі»                   | 38 | 34 | 13 | 12 | 9  | 50 | 40 |
|                         | 7.  | «Ювентус»                  | 37 | 34 | 12 | 13 | 9  | 60 | 53 |
|                         | 8.  | «Інтернаціонале»           | 36 | 34 | 13 | 10 | 11 | 55 | 49 |
|                         | 9.  | «Сампдорія»                | 34 | 34 | 11 | 12 | 11 | 54 | 44 |
|                         | 9.  | «Торіно»                   | 34 | 34 | 12 | 10 | 12 | 42 | 45 |
|                         | 11. | «Дженоа»                   | 31 | 34 | 9  | 13 | 12 | 34 | 44 |
| Вибув до Серії B        | 12. | «Катанія»                  | 30 | 34 | 10 | 10 | 14 | 38 | 47 |
|                         | 12. | «Лаціо»                    | 30 | 34 | 11 | 8  | 15 | 41 | 52 |
|                         | 12. | «Трієстина»                | 30 | 34 | 9  | 12 | 13 | 34 | 52 |
|                         | 15. | «Аталанта»                 | 28 | 34 | 8  | 12 | 14 | 35 | 38 |
|                         | 15. | «Новара»                   | 28 | 34 | 10 | 8  | 16 | 39 | 53 |
|                         | 17. | СПАЛ                       | 23 | 34 | 5  | 13 | 16 | 24 | 49 |
|                         | 18. | «Про Патрія»               | 21 | 34 | 6  | 9  | 19 | 29 | 55 |

## Чемпіони
Склад переможців турніру:
| Воротарі: Лоренцо Буффон (32 матчі), Ріккардо Торос (2). Захисники: Артуро Сільвестрі (26), Чезаре Мальдіні (27, 1 гол), Франческо Дзагатті (24), Франко Педроні (10). Півзахисники: Нільс Лідхольм (28, 6), Маріо Бергамаскі (32, 1), Ерос Беральдо (18), Альфіо Фонтана (13), Алессандро Віталі (1). Нападники: Йорген Серенсен (30, 13), Едуардо Ріканьї (26, 6), Гуннар Нордаль (33, 27), Хуан-Альберто Скьяффіно (27, 15), Амлето Фріньяні (26, 7), Альбано Вікаріотто (12, 3), Валентіно Валлі (6, 1). Тренери: Бела Гуттманн, Етторе Пурічеллі (з лютого). |

## Бомбардири
Найкращим бомбардиром сезону 1954-55 Серії A став шведський нападник клубу «Мілан» Гуннар Нордаль, який відзначився 27 забитими голами та для якого ця перемога у суперечці бомбардирів чемпіонату Італії стала третьою поспіль та п'ятою у кар'єрі.
|    | Гравець                 | Команда          | Громадянство    | Голів | (пенальті) |
| -- | ----------------------- | ---------------- | --------------- | ----- | ---------- |
| 1° | Гуннар Нордаль          | «Мілан»          | Швеція          | 27    | -          |
| 2° | Лоренцо Беттіні         | «Удінезе»        | Італія          | 20    | -          |
| 3° | Джино Півателлі         | «Болонья»        | Італія          | 17    | -          |
| 4° | Поул Ааге Расмуссен     | «Аталанта»       | Данія           | 17    | -          |
| 5° | Джанкарло Баккі         | «Торіно»         | Італія          | 15    | 1          |
|    | Йон Хансен              | «Лаціо»          | Данія           | 15    | -          |
|    | Хуан Альберто Скіаффіно | «Мілан»          | Уругвай/ Італія | 15    | -          |
|    | Джузеппе Вірджилі       | «Фіорентина»     | Італія          | 15    | 1          |
| 9° | Джино Армано            | «Інтернаціонале» | Італія          | 14    | 6          |
|    | Арне Сельмоссон         | «Удінезе»        | Швеція          | 14    | -          |

Ренцо Буріні забив сотий м'яч у матчах Серії «А». По завершенні сезону, до десятки найвлучніших голеадорів ліги входять: Сільвіо Піола (274), Джузеппе Меацца (216), Гуннар Нордаль (187), Амедео Амадеї (173), Гульєльмо Габетто (165), Карло Регуццоні (155), Іштван Ньєрш (144), Йон Хансен (139), Джамп'єро Боніперті (136), Феліче Борель (131).